# Lea Vergine
Lea Vergine, all'anagrafe Lea Buoncristiano (Napoli, 5 marzo 1936 – Milano, 20 ottobre 2020), è stata una critica d'arte, saggista e curatrice d'arte italiana.

## Biografia
Crebbe coi nonni, che la sottrassero alla madre, da loro considerata di origini troppo umili. Ricevette una prima formazione scolastica da un'insegnante privata; frequentò poi il Liceo Umberto I dove intrecciò una stretta relazione fondata sulla stima reciproca con la sua professoressa di italiano, Teresa Benevento; si iscrisse poi alla Facoltà di Filosofia che lasciò poco dopo, all'età di 19 anni, per iniziare a scrivere su testate locali. Si sposò giovanissima nello stesso anno con Adamo Vergine, di cui mantenne il cognome anche dopo la separazione.
Il suo primo articolo di critica d'arte fu pubblicato nel 1959 su I 4 Soli, una rivista d'avanguardia, bilingue, fondata nel 1954 e diretta dal pittore Adriano Parisot. La collaborazione durò fino al 1960 e le fece conoscere intellettuali e giovani critici interessati alla creazione di una “rassegna d'arte attuale” (come recita la copertina della rivista stessa), che stabilisse un collegamento decisivo tra l'arte contemporanea italiana e francese.
Spinta dall'interesse per l'attualità e dal “voler stare in mezzo a quello che accade”; attenta alle nuove tendenze nel panorama dell'arte della sua città, nel 1963 scrisse Undici pittori napoletani di oggi, un testo che raccoglie il lavoro di artisti come Emilio Notte, Vincenzo Ciardo, Giovanni Brancaccio, Domenico Spinosa, Corrado Russo, Raffaele Lippi, Armando De Stefano, Renato Barisani, Carlo Alfano, Carmine Di Ruggiero, Gianni Pisani, con la prefazione del critico d'arte Giulio Carlo Argan che scrisse: “Il saggio [...] respinge sin da principio la tesi di una “scuola napoletana moderna” e, descrivendo il loro sviluppo individuale, mostra come, per liberarsi da una tradizione spenta, l'impegno studioso valga più di un colpo di testa”.
Negli stessi anni iniziò a frequentare la galleria privata Il Centro, con la quale collaborò all'organizzazione di alcune mostre, come la personale del 1963 di Lucio Fontana, presente con diciassette Concetti spaziali tra il 1952 e il 1962. Erano gli anni in cui Fontana lavorava al «ciclo dei buchi» (1949-1968) e al «ciclo dei tagli» (1958-1968). Le reazioni alla mostra rivelarono un'impostazione ancora profondamente maschilista della società e del mondo dell'arte; il critico Luigi Compagnone, infatti, la accusò in un articolo su Il Tempo di perversione sessuale per aver parlato di "buchi" riferendosi all'opera dell'artista.
La collaborazione con Il Centro la rese protagonista di cicli di conferenze e dibattiti culturali, al fianco del già citato Giulio Carlo Argan, dello scrittore Umberto Eco, del musicologo Luigi Rognoni e del critico e accademico Gillo Dorfles. Tra gli artisti coinvolti: Lucio Fontana, Giuseppe Capogrossi, Emilio Vedova, Mario Sironi, Massimo Campigli, Ottone Rosai, Umberto Mastroianni, e autori stranieri come Henri Matisse, Georges Braque, René Magritte, Hans Hartung, Toshimitsu Imai, Francis Bacon e Graham Sutherland. Sempre in questo ambito, nacque la rivista di critica d'arte contemporanea Op.cit., diretta da Renato De Fusco, il cui primo numero uscì nel settembre del 1964 e alla cui redazione prese parte anche lei.
Nel 1965 presentò presso Il Centro la mostra sul MID (Mutamento, Immagine, Dimensione), un gruppo di sperimentatori visivi che in quell'occasione presentarono la loro dichiarazione poetica e programmatica. Antonio Barrese, membro del MID, ricorda: “Lea Vergine (...) è stata in qualche modo la nostra vestale”. L'ultima mostra curata da lei presso Il Centro, nella nuova sede di via Carducci, fu Napoli '25/'33, nel 1971 (la collettiva nasceva con l'intento di riportare alla luce artisti attivi a Napoli durante il Fascismo, emarginati a causa della loro opposizione politica al regime e alle loro ricerche controcorrente). Ricostruì una storiografia critica che per molti decenni «rimarrà un manifesto contro l'emarginazione culturale di questa città, capitale rimossa e auto-rimossa nella più ampia narrazione della storia dell'arte italiana del XX secolo». In occasione della mostra venne pubblicato un catalogo da Il Centro Edizioni con fotografie di Mimmo Jodice e Rocco Pedicini e il progetto grafico di Bruno Di Bello.
A metà anni Sessanta iniziò a fare la spola tra Napoli e Roma, dove prese in affitto un appartamento nei pressi di Piazza Navona; qui poté approfondire il suo rapporto con Giulio Carlo Argan e fare la conoscenza di Palma Bucarelli, direttrice della Galleria Nazionale d'Arte Moderna, di Rossana Rossanda, di Bruno Zevi e Fabio Mauri. Iniziò una collaborazione con Radio3 intervistando autori e raccontando le mostre in corso; a Roma frequentò inoltre diversi artisti, tra i quali il gruppo di Piazza del Popolo, ma anche numerose gallerie come La Tartaruga, L'Attico o Galleria Pogliani.
Nel 1964 Argan la invitò a progettare e dirigere la rivista d'avanguardia Lineastruttura; in questa occasione conobbe Enzo Mari, coinvolto da Argan per curarne la grafica; la rivista ebbe vita breve: vennero pubblicati solo due numeri tra il 1966 e il 1967.
Nel 1966 si trasferì a Milano. Silvana Mauri, editrice della Bompiani, la ingaggiò per presentare un libro di Harold Rosenberg insieme a Umberto Eco e al collezionista Giuseppe Panza di Biumo. A partire da questi anni, l'attività di critica si consolidò tramite collaborazioni più assidue con testate di settore come Marcatré, Domus e Data Arte. Curò la sezione artistica dell'Almanacco Bompiani per le edizioni 1968 e 1969. Continuò la sua collaborazione con Radio3 e iniziò a firmare articoli per periodici e quotidiani come Il tempo illustrato, Paese Sera e per la rivista internazionale d'arte d'avanguardia Metro, su invito dell'amico Gillo Dorfles. Scrisse recensioni di mostre e libri per le riviste La Fiera Letteraria e linus. Negli anni successivi intraprese collaborazioni durature con testate giornalistiche nazionali come il manifesto e il Corriere della Sera.
A Milano, curò alcune mostre per la Galleria Apollinaire di Guido Le Noci, per il Naviglio di Renato Cardazzo e la Galleria Milano di Carla Pellegrini, dove nel 1969 inaugurò Irritarte. Appunti per un'analisi delle comunicazioni irritanti Vi erano esposte le opere di Ay-O, Gianfranco Baruchello, Gerardo Di Fiore, Bernard Höke, Tetsumi Kudo, Otto Muehl, Gianni Pisani, Alina Szapocznikow e Curt Stenvert, «oggetti dissacratori e irritanti (nel profondo)» accomunati dalla sfida alle convenzioni sociali. La mostra scatenò forti critiche per la crudezza delle opere esposte, come testimoniano le parole del giornalista Cesare Garboli su Il Mondo: «Quando esci […] finita la visita, in cerca di un tassì, non sai che cosa ti abbia depresso di più, se il raccapriccio delle novità rivoltanti, scandalose, o una pietà decrepita, al contrario, domestica e volgare».
Nel 1974, Vergine curò insieme al critico Pierre Restany la mostra Eros come linguaggio alla Galleria Eros di Milano, invitando numerosi artisti italiani a fare il punto sulla situazione amorosa-erotica del tempo. Vi parteciparono: Giuseppe Desiato, Hidalgo, M. Orensanz, Ketty La Rocca, G.E. Simonetti, Fabio Mauri, Gianni Pisani, Giannetto Bravi, Adriano Altamira, Hidetoshi Nagasawa, Emilio Isgrò, Giuseppe Trotta, Fernando Tonello, Baratella, Duccio Berti, Mimmo Rotella, Franco Ravedone, Neiman.
Nel 1975 scrisse il testo introduttivo per una cartella di opere grafiche realizzate da nove artiste italiane: Carla Accardi, Mirella Bentivoglio, Valentina Berardinone, Nilde Carabba, Tomaso Binga, Dadamaino, Amalia Del Ponte, Grazia Varisco e Nanda Vigo. La vendita di questo portfolio serviva a raccogliere fondi per la Libreria delle Donne che aveva appena aperto a Milano. Vergine ne sottolineava il valore politico: “che la guerra sia ancora aperta, che la rivolta continui, che una strategia rivoluzionaria femminista sia ancora oggi un obiettivo da mettere a punto, lo prova anche questa cartella che vede un gruppo di artiste compiere un gesto politico di solidarietà nei riguardi del movimento”.
Nel 1976, pubblicò il volume Attraverso l'arte. Pratica politica. Pagare il '68 (Arcana Editrice), documentazione degli anni a cavallo del ‘68 dove raccolse scritti editi e inediti di: Gianni-Emilio Simonetti, Manfredo Massironi, Julio Le Parc, Piero Gilardi, Gabriele Devecchi, Daniel Buren, Davide Boriani e del compagno Enzo Mari.
Nello stesso anno pubblicò anche Dall'informale alla Body art. Dieci voci dell'arte contemporanea 1960/1970. Il volume propone, attraverso le voci di artisti e le loro opere, un excursus tra varie correnti come Informale, Body art, Arte Programmata, Poesia Visiva e Land art.
Nel 1976 partecipò con Renato Barilli a una performance di Luca Patella, presso la Galleria Palazzoli di Milano, dal titolo Presentazione & presente azione di una performance proiettiva di Luca, associata alla presentazione del suo libro Io sono qui/Avventura & cultura.
Concepita a partire dal 1975, ma realizzata nel 1980, con inaugurazione a Palazzo Reale di Milano il 16 febbraio, la mostra L'altra metà dell'avanguardia 1910 - 1940. Pittrici e scultrici nei movimenti delle avanguardie storiche, è stata la pietra miliare della carriera di Lea Vergine. A distanza di tempo, la sua ricognizione sulle presenze femminili nelle avanguardie storiche del primo Novecento ha costituito un progetto destinato a influenzare le modalità interpretative della storia dell'arte dal punto di vista dell'appartenenza di genere. Allestita da Achille Castiglioni insieme a Grazia Varisco, L'altra metà dell'avanguardia 1910 - 1940, si snodava in 22 sale, con esposte oltre 400 opere di 92 artiste, nonostante nel catalogo ne figurassero 114. Il motivo della mancanza di opere di queste artiste era da ricercare nella sparizione delle loro opere, come spiegò la stessa Vergine "per leggi della cultura e del mercato". Per alcune artiste, come Erma Bossi, Deiva De Angelis, Gela Forster non si trovarono sufficienti informazioni, a dimostrazione dell'oblio calato sul loro lavoro. Le opere di molte artiste erano inoltre scomparse, non soltanto a causa della guerra, ma anche per la scarsa autostima delle autrici nei confronti della loro ricerca artistica. Un esempio tra tutte, la surrealista Toyen dichiarò di non avere idea di dove potessero trovarsi le sue opere. Il gruppo più nutrito in mostra fu quello delle artiste russe, Natal'ja Gončarova, Aleksandra Ekster, Varvara Stepanova, Ruzena Zatkova, Nadezna Udal'cova, Olga Rozanova, Vera Pestel, Ljubov Popova, Dank'o, Ksenija Boguslavskaja, Vera Ermolaeva, perché la società russa riconosceva alla donna una parità non ancora in atto nelle altre società internazionali, maggiore libertà intellettuale, un'istruzione non stereotipata e appiattita sui canoni femminili del primo novecento, con la possibilità di viaggiare e di essere aggiornate sulle nuove tendenze dell'arte. Le donne delle avanguardie russe ebbero pertanto un ruolo trainante nell'ambito dei propri gruppi di appartenenza, e, tra tutte le artiste esposte, furono quelle che raggiunsero una quasi parità con i colleghi.

### Attività giornalistica
La produzione editoriale di Lea Vergine è stata raccolta in antologie come Parole sull'arte (Il Saggiatore, 2008), che compendia alcuni suoi saggi, presentazioni in catalogo, articoli, recensioni e interviste pubblicati dal 1965 al 2007; Ininterrotti transiti (Rizzoli, 2001), che raccoglie i suoi scritti dal 1987 al 2000; e La vita, forse l'arte (Archinto, 2014), che riunisce la produzione di Vergine dal 2000 al 2013. È dagli articoli presenti in questi volumi che si desumono testate e periodi di collaborazione che Vergine ha intrattenuto con le stesse durante gli anni.
Ha lavorato con riviste di settore: Op.cit. (1964 - 1965); Marcatré (1965-1967); Lineastruttura (1966 - 1967); Metro (1968 - 1970); L'uomo e l'arte (dicembre 1971); Art and Artist (giugno 1973); Data (1976 - 1978); Domus (1976 - 2007); linus (agosto 1977); Modo (1977); Alfabeta (luglio/agosto 1983); Il Giornale dell'Arte (dicembre 1992).
Duratura la collaborazione con i quotidiani Il manifesto (1980 - 2013), il relativo inserto culturale Alias (1999 - 2010); con il Corriere della Sera (1988 - 2005), e i rispettivi supplementi L'architettura (1972 - 1977) e Abitare (aprile 2009).
Ha scritto, inoltre, per riviste di cultura e società: L'Europa letteraria (1965); L'Europeo (3 novembre 1978); Tuttolibri (1980 - 1989) supplemento domenicale del quotidiano La Stampa; Panorama (1981 - 1988); L'Illustrazione Italiana (agosto 1986); Vanity Fair (1990 - 1991).
Riconoscendo i meriti della sua lunga carriera di critica e curatrice, nel 2013, l'Accademia di Belle Arti di Brera conferì a Lea Vergine il Diploma Accademico Honoris Causa in Comunicazione e Didattica dell'arte e il titolo di Accademico d'Italia.

### Morte
Nell'autunno del 2020 Lea Vergine e Enzo Mari suo marito contrassero il COVID-19 e morirono entrambi per le complicazioni dovute al virus: Enzo Mari si spense il 19 ottobre, Lea Vergine il giorno dopo. La coppia lascia una figlia, Meta.
Nel 2021 Francesca Alfano Miglietti ha curato, presso il Palazzo Reale di Milano, la mostra Corpus Domini. Dal corpo glorioso alle rovine dell'anima, nata in collaborazione con Vergine prima della sua scomparsa. La prima sala dell'esposizione è stata quindi dedicata alla memoria della critica d'arte e alla sua ricerca sulla Body art, tramite materiali d'archivio, cataloghi e video.

## Body art
Di Lea Vergine è fondamentale il contributo allo studio della Body art.  Sulla scia della mostra Irritarte del 1969,  pubblicò nel 1974 il “libro-culto” Il corpo come linguaggio. La Body art e storie simili (Prearo Editore), col quale teorizzava nuove forme di espressione artistica che mettevano al centro la corporeità, l'azione autolesionista e l'esperienza dell'espiazione del dolore. In un'intervista con Daniela Palazzoli, offre una lettura psicologica della Body art, descrivendola come emotiva e liberatoria; le azioni sono scariche di emotività volte a sovvertire una scala di strutture e valori tipicamente occidentali. Il volume fu accolto con interesse dalla critica e recensito, tra gli altri, da Giulio Carlo Argan e Lucy R. Lippard.  Vergine vi individua i precedenti della Body art nelle pratiche di artisti visivi che già negli anni Cinquanta avevano utilizzato il corpo come mezzo d'espressione, come Jackson Pollock o il Gruppo Gutai, fino ad arrivare alle performance di Piero Manzoni, Yves Klein, Fluxus, alle sperimentazioni teatrali del Living Theatre e cinematografiche di Andy Warhol. Il corpo come linguaggio passa in rassegna performance e azioni di sessanta artisti tra cui Gina Pane, Gilbert & George, Urs Lüthi, Katharina Sieverding, Rebecca Horn, Trisha Brown, Günter Brus. Oltre al saggio introduttivo, il volume (pubblicato in italiano e inglese) comprende una raccolta di testi scritti dagli artisti stessi e una sostanziosa documentazione fotografica degli happening e delle performance. Nel 2000 il libro venne ripubblicato col titolo Body art e storie simili. Il corpo come linguaggio (Skira), con una nuova postfazione a firma di Lea Vergine e l'integrazione di artisti quali Orlan, Stelarc, Ron Athey, Franko B, Yasumasa Morimura, Jana Sterbak, Matthew Barney. Angelo Trimarco evidenzia così le differenze tra le due edizioni: “radicalizzando alcune cose che aveva detto nel 1974, mette in ombra il tema del corpo come linguaggio e invece accentua un altro tema, quello del corpo mistico, del corpo diffuso”.

## Elenco mostre (parziale)

### L'altra metà dell'avanguardia
La mostra L'altra metà dell'avanguardia 1910-1940. Pittrici e scultrici nei movimenti delle avanguardie storiche inaugurò il 16 febbraio-13 aprile 1980 a Palazzo Reale di Milano. Organizzata dal Comune di Milano e curata da Lea Vergine, la mostra indagava il lavoro delle artiste all'interno del panorama artistico delle avanguardie di inizio ‘900 ed è riconosciuta come una pietra miliare rispetto agli studi relativi a storia dell'arte e questioni di genere.

### Arte programmata e cinetica
Palazzo Reale, Milano, 4 novembre 1983 - 27 febbraio 1984
Vergine si era avvicinata all'ambiente dell'arte cinetica grazie alla frequentazione con Giulio Carlo Argan e al compagno Enzo Mari. Aveva delineato una prima lettura critica degli esiti dell'arte programmata e cinetica nella rivista Lineastruttura, in seguito sviluppata nella conferenza dell'11 marzo 1973, nell'ambito del ciclo delle attività didattiche della Galleria Nazionale d'Arte Moderna di Roma (1972-1973).
Nel 1983 curò la mostra collettiva Arte programmata e cinetica 1953/1963, L'ultima Avanguardia a Palazzo Reale di Milano. Le sue ricerche si focalizzarono sugli anni delle prime formulazioni teoriche del movimento, che riteneva i più significativi. Secondo Vergine «fu l'ultima volta che un gruppo internazionale di artisti propose un programma e un modello di cultura e di pratica del far arte alternativo», considerando il movimento molto più che un'esaltazione della scienza e della tecnologia, dal momento che rifondava il rapporto tra individuo e società.
La mostra dedicava una sezione introduttiva a Futuristi, Astrattisti, Costruttivisti. Il nucleo centrale accoglieva le opere degli artisti principali del movimento cinetico, tra cui quelle del Gruppo T, del Gruppo N, che analizzavano con sistematicità i fenomeni della percezione. Si concludeva con i lavori di artisti come Enrico Castellani, Dadamaino, Jean Tinguely, che, pur conducendo ricerche affini agli esponenti dell'arte programmata, si differenziavano nei procedimenti e nelle finalità artistiche.

### Carol Rama
Sagrato del Duomo, Milano, 29 maggio - 28 luglio 1985
1985, Vergine curò la prima retrospettiva di Carol Rama, organizzata dal Comune di Milano e allestita dall'architetto Achille Castiglioni nel mezzanino della metropolitana sotto il Sagrato del Duomo. Vergine aveva già inserito l'artista tra le protagoniste de L'altra metà dell'avanguardia 1910-1940. Con questa mostra a presentò una parte cospicua della produzione dell'artista lungo l'intero arco della sua attività, insieme a documenti e oggetti provenienti dalla sua casa studio di Torino. L'operazione contribuì in maniera significativa a diffondere il lavoro di Rama, la cui prima mostra personale, allestita nel 1945 presso l'Opera pia Cucina malati poveri di Torino, venne chiusa dai nazisti per oltraggio al pudore.
Il catalogo della mostra, raccoglie i contributi di Lea Vergine, dello scrittore Giorgio Manganelli, del musicologo Massimo Mila, del poeta Edoardo Sanguineti, un'antologia critica raccolta da Corrado Levi e un inedito “omaggio a Carol Rama” del compositore Luciano Berio.

### Partitions/Opere multimedia
Padiglione d'Arte Contemporanea di Milano, 29 novembre 1985 –13 gennaio 1986
Partitions/Opere multimedia 1984-85 è la mostra personale dell'artista francese Gina Pane curata da Lea Vergine, che inaugurò nel 1985 al Padiglione d'arte contemporanea di Milano (PAC). L'esposizione fu organizzata in collaborazione con il Centre National des Arts Plastiques (FIACRE) del Ministero della Cultura francese e con il Centre Culturel Français di Milano. L'allestimento fu curato da Marco Albini e Franca Helg. Vergine considerava l'artista “una protagonista di primissimo piano, se non la protagonista in assoluto della body art”. Al PAC Vergine prese in esame la produzione recente dell'artista selezionando opere successive al 1981, anno che segnò la conclusione del ciclo delle sue performance e l'inizio delle «partizioni», un termine di cui spiegò il significato nel catalogo: «Partizioni come l'atto del dividere, del ripartire, del mélanger forme, materiali, colori, talvolta sonorizzazioni o suoni; ma partizione anche come partitura musicale che include la lettura e l'interpretazione dell'opera da parte di chi guarda».
Nella balconata superiore del PAC furono esposte undici opere di grande formato composte da materiali eterogenei come disegni, oggetti trovati, fotografie di azioni, bicchieri e giocattoli. In questi assemblaggi il corpo dell'artista era sparito, «c'è l'evocazione del corpo. Gina Pane si è tolta dalla scena e il suo corpo si è diffuso». Nel catalogo della mostra sono pubblicati il saggio della curatrice dal titolo Il corpo diffuso, il testo “Couleur-blessure” di Giorgio Manganelli, un'intervista con l'artista e un'antologia critica.

### Geometrie dionisiache in Italia
Rotonda della Besana, Milano, maggio - settembre 1988
La mostra Geometrie dionisiache: in Italia oggi l'arte giovane si tenne da maggio a settembre 1988 presso la Rotonda della Besana di Milano. La rassegna, curata da Lea Vergine e allestita da Achille Castiglioni, si focalizzò su ventitré giovani artisti, nati tra il 1955 e il 1960 circa, che durante la metà degli anni Ottanta operavano utilizzando un vocabolario di forme astratte o geometriche. Vergine spiegò nel catalogo che il titolo della mostra derivava dall'ampio uso di geometria, «geometria bizzarra e disobbediente però, anomala, litigiosa, esaltata spesso da una componente dionisiaca». Ciascuno degli artisti invitati aveva un punto di vista differente rispetto al tema trattato. La novità di queste ricerche risiedeva nel non puntare a ripristinare l'astratto o l'informale, ma nell'intenzione di rielaborarli in base alla propria pratica, facendo emergere nuovi stili eterogenei.
Artisti: Massimo Antonaci, Stefano Arienti, Angelo Barone, Luigi Carboni, Manlio Caropreso, Lucilla Catania, Antonio Catelani, Fabrizio Corneli, Alex Corno, Daniela De Lorenzo, Antonio Di Palma, Aldo Ferrara, Carlo Guaita, Eduard Habicher, Marco Lodola, Marco Mazzucconi, Silvio Merlino, Nunzio, Claudio Palmieri, Luca Quartana, Maurizio Turchet, Antonio Violetta, Alfredo Zelli.

### Trash
Palazzo delle Albere, Trento, Archivio del ‘900, Rovereto, 11 settembre 1997 - 11 gennaio 1998
Trash. Quando i rifiuti diventano arte, inaugurata l'11 settembre 1997 nelle due sedi museali del MART di Trento e Rovereto, venne presentata dalla curatrice Lea Vergine come una “sfilata, uno sbandamento di apparizioni, di metafore e di epifanie memoriali” che partiva dall'inizio del Novecento fino alle ricerche degli anni Novanta. La mostra presentava un tono “eccentrico, necrofilo, ironico, drammatico, [...] giocoso e segnato da leggerezza e garbo”, come scrive Gabriella Belli nel catalogo. Punto d'incontro nelle ricerche degli artisti invitati era l'impiego del rifiuto, tradotto con il termine inglese “trash”, nell'ambito di architettura, arte, cinema, danza e musica. La tematica dell'oggetto di recupero era già stata affrontata durante l'inizio del XX secolo, come nel Merzbau (1923-1948) di Kurt Schwitters o nell'Orinatoio (1917) di Marcel Duchamp, con lo scopo di rendere ‘arte' anche materiali meno eleganti. Durante il Novecento furono diverse le motivazioni che spinsero gli artisti verso i materiali di scarto, dalla denuncia sociale fino alla semplice ironia, e che portarono alla nascita di una cultura di ciò che è solitamente considerato brutto o inutile.
Il percorso della mostra proponeva una serie di oggetti che, estratti dal loro contesto originario e trasformati in opere d'arte, raccontavano una storia. L'artista quindi aveva il compito di mostrare come, in uno spazio predefinito, l'oggetto e il materiale di scarto acquisiscono un altro valore. Tra le opere si vennero a creare delle relazioni tra il grottesco e il sacro, tra il romantico e l'ironico, “l'immondizia può essere illuminante”, afferma Vergine nel catalogo.
Artisti: Eileen Agar, Agullo, Arman, Roberto Marcello Baldessari, Giacomo Balla, Lewis Baltz, Gianfranco Baruchello, Bizhan Bassiri, Gabriella Benedini, Joseph Beuys, Umberto Boccioni, Christian Boltanski, Giovanna Borgese, Enrica Borghi, Louise Borgeois, Giannetto Bravi, George Brecht, Stuart Brisley, Alberto Burri, Carlo Carrà, Enrico Cattaneo, Maurizio Cattelan, Alik Cavaliere, Carla Cerati, César, Ettore Colla, Isabella Colonnello, Primo Conti, Joseph Cornell, Claudio Costa, Tony Cragg, Mario Cresci, Walter Dahn, Sergio Dangelo, Fortunato Depero, Fabio De Poli, Niki de Saint Phalle, Gérard Deschamp, Giuseppe Desiato, Erik Dietman, Gerardo Di Fiore, Vladimir Vladimirovič Dimitriev, Mark Dion, Willie Doherty, Gerardo Dottori, Marcel Duchamp, Robert Filliou, Peter Fischli & David Weiss, Lucio Fontana, Raffaella Formenti, Hannes Forster, Cesare Fullone, Mario Giacomelli, Robert Gober, Ferdinando Greco, Raymond Hains, David Hammons, Al Hansen, Mona Hatoum, Anthony Hernandez, Tom Egil Jensen, Mimmo Jodice, Paul Joostens, Tadeusz Kantor, Allan Kaprow, Kcho, Imre Kinsky, Alison Knowles, Jiri Kolár, Jannis Kounellis, Dmitri Kozaris, Annette Lemieux, Giorgio Lotti, Uliano Lucas, George Maciunas, Jackson Mac Low, Man Ray, Piero Manzoni, Giuseppe Maraniello, Conrad Marca-Relli, Filippo Tommaso Marinetti, Eva Marisaldi, Eliseo Mattiacci, Fabio Mauri, Paul McCarthy, Mario Merz, Joachim Ogarra, Charlotte Moorman, Otto Mühl, Ugo Mulas, Hidetoshi Nagasawa, Louise Nevelson, Giulia Niccolai, Cady Nolan, Gastone Novelli, Ron O'Donnel, Catherine Opie, Meret Oppenheim, Orlan, Gabriel Orozco, Nam June Paik, Claudio Parmiggiani, Pino Pascali, Luca Maria Patella, Jacques Pavlovsky, Michel Paysant, Nicola Pellegrini, Irving Penn, Lorenzo Pepe, Tullio Pericoli, Francis Picabia, Pablo Picasso, Michelangelo Pistoletto, Ivan Pougny, Enrico Prampolini, Louie Psihoyos, Carol Rama, Robert Rauschenberg, Raffael Rheinsberg, Rosanna Rossi, Mimmo Rotella, Nancy Rubins, Sabrina Sabato, Tom Sachs, Salvatore Scarpitta, Christian Schad, Carolee Schneemann, Herbert Schürmann, Kurt Schwitters, Andres Serrano, Gino Severini, Cindy Sherman, Ardengo Soffici, Daniel Spoerri, Fausta Squatriti, Jana Sterbak, Erika Stocker, Varvara Stepanova, Antoni Tàpies, Wolfgang Tillmans, Jean Tinguely, Rirkrit Tiravanija, Matilde Trapassi, Richard Tuttle, Franco Vaccari, Nanni Valentini, Ben Vautier, Vedova-Mazzei, Jacques Villeglé, Volt (Vincenzo Fani Ciotti), Elsa von Freytag-Loringhoven, Wolf Vostell, Barbara Watson, Robert Watts, Walter Weer, Richard Wentworth, Franz West, Mike Yamashita, Růžena Zátková, Gilberto Zorio.

### D'Ombra
Palazzo delle Papesse - Centro arte contemporanea, 14 ottobre 2006 - 07 gennaio 2007, MAN Museo d'arte della Provincia di Nuoro, Nuoro, 26 gennaio 2007 - 06 maggio 2007
La mostra D'ombra fu concepita da Lea Vergine per il Palazzo delle Papesse di Siena e il MAN Museo d'arte della Provincia di Nuoro. Vergine raccolse le opere di quaranta artisti che si erano occupati del tema dell'ombra, di esperienze al limite tra mondo fisico e mondo magico, o tali da evidenziare la parte segreta di persone e oggetti. Nel catalogo della mostra descrive così la scelta del tema: «nelle ombre si possono proiettare i miraggi, le visioni, le paure, i desideri, il non detto; persone che non abbiamo mai conosciuto, luoghi dove non siamo mai stati, riverberi di situazioni e di accadimenti magari mai vissuti: in breve, sogni. E un sogno è un sogno, non è un'illusione. Forse troverete il tema un po' singolare. Lo è.»
Artisti: Mario Airò, Doug Aitken, Carlo Alfano, Laurie Anderson, Stefano Arienti, Luciano Bartolini, Carlo Benvenuto, Barbara Bloom, Christian Boltanski, Fabrizio Corneli, Gino De Dominicis, Peter Fischli & David Weiss, Ceal Floyer, Alberto Garutti, Ann Hamilton, Mona Hatoum, Gary Hill, Joan Jonas, Nino Longobardi, Urs Lüthi, Fabio Mauri, Sebastiano Mauri, Ottonella Mocellin e Nicola Pellegrini, Tracey Moffatt, Margherita Morgantin, Marvin E. Newman, Cornelia Parker, Claudio Parmiggiani, Gianni Pisani, Markus Raetz, Annie Ratti, Rosanna Rossi, Anri Sala, Susanne Simonson, Jana Sterbak, Fiona Tan, Andy Warhol, William Wegman, Francesca Woodman.

### Un altro tempo
MART Museo di arte moderna e contemporanea di Trento e Rovereto, Rovereto, 22 settembre 2012 - 13 gennaio 2013
Un altro tempo. Tra Decadentismo e Modern style è la mostra curata da Lea Vergine al MART di Rovereto nel 2013, in collaborazione con la curatrice Francesca Giacomelli. Gli artisti presenti in mostra facevano parte di un gruppo di “grandi eccentrici”, come li definisce Vergine, attivi a Londra, nel quartiere di Bloomsbury, nel periodo compreso tra la fine degli anni Dieci e gli anni Trenta del XX secolo. Ciò che accomunava queste figure era l'intento di sovvertire i canoni vittoriani a favore della diffusione di un linguaggio moderno. Le opere esposte celebravano questo mondo eccentrico e non convenzionale, fondato sugli intrecci: «non ci sono capolavori nella mostra, ma c'è una rete di tessuti di scambi, di prese a prestito, di declinazioni nuove». L'allestimento, pensato da Antonio Marras e curato da Paolo Bazzani, aveva come fine quello di trasportare lo spettatore ad immergersi in un'atmosfera rétro attraverso sculture, dipinti, libri, disegni, grafica editoriale, fotografia, arredi; ma anche tessuti e gioielli.
In occasione della mostra fu pubblicato il volume Un altro tempo. Tra Decadentismo e Modern Style, contenente un testo della curatrice e le schede bio-bibliografiche degli autori e gruppi esposti: Hilda Doolittle, Ezra Pound, John Maynard Keynes, Lytton Strachey, Roger Eliot Fry, Omega Workshops, Vanessa Bell, Duncan Grant, Henri Gaudier-Brzeska, Vorticismo, i Sitwell, Cecil Beaton, e William Walton.

## Mostre
- Irritarte. Appunti per una analisi delle comunicazioni irritanti, Galleria Milano, Milano, 9 ottobre - 5 novembre 1969
- Napoli '25/'33, Galleria Il Centro, Napoli, 1971
- Eros come linguaggio, Galleria Eros, Milano, a cura di Lea Vergine con Pierre Restany, 16 ottobre 1974 - 8 gennaio 1975
- Azimuth. Mostra documentaria, Galleria d'arte Primo Piano, Roma, novembre- dicembre 1974, Studio Luca Palazzoli, Milano, ottobre - novembre 1975
- L'altra metà dell'avanguardia 1910-1940. Pittrici e scultrici nei movimenti delle avanguardie storiche, Palazzo Reale, Milano, 16 febbraio - 13 aprile (proroga fino al 18 maggio) 1980. Riallestita al Palazzo delle Esposizioni di Roma, 3 luglio - 8 agosto 1980; e al Kulturhuset di Stoccolma, 14 febbraio - 3 maggio 1981
- Arte programmata e cinetica 1953-1963: L'ultima avanguardia, Palazzo Reale, Milano,  4 novembre 1983 - 27 febbraio 1984
- Carol Rama, Sagrato del Duomo, Milano, 29 maggio - 28 luglio 1985.
- Gina Pane. Partitions / Opere multimedia 1984-85, PAC, Milano, 29 novembre 1985 - 13 gennaio 1986
- Geometrie Dionisiache: in Italia oggi l'arte giovane, Rotonda della Besana, Milano, maggio - settembre 1988
- Lucilla Catania. Statue, Galleria Oddi Baglioni, Roma, maggio - giugno 1989
- Alberto Garutti, Orizzonti, XLIV Biennale di Venezia, padiglione Italia, curata con Laura Cherubini e Flaminio Gualdoni, 1990
- Antonio Trotta. Da Elea a Bisanzio, XLIV Biennale di Venezia, padiglione Italia, 1990
- Irma Blank. Blue Carnac e storie simili, PAC, Milano 8 ottobre - 8 novembre 1992
- Trash. Quando i rifiuti diventano arte, Palazzo delle Albere, Trento, Archivio del ‘900, Rovereto, 11 settembre 1997 - 11 gennaio 1998
- Il Bello e le bestie. Metamorfosi, artifici e ibridi dal mito all'immaginario scientifico, a cura di Lea Vergine e Giorgio Verzotti, MART Museo di Arte Moderna e Contemporanea di Trento e Rovereto, Rovereto, 11 dicembre 2004 - 08 maggio 2005
- Nunzio, ombre. Opere 2005, Galleria dello Scudo, Verona, 10 dicembre 2005 - 18 marzo 2006
- Tuttolibri, Galleria Milano, Milano, 12 dicembre 2006 - 10 febbraio 2007
- D'Ombra, Palazzo delle Papesse - Centro arte contemporanea, Siena, 14 ottobre 2006 - 7 gennaio 2007, MAN di Nuoro, 26 gennaio - 06 maggio 2007
- Un altro tempo. Tra Decadentismo al Modern style, MART Museo di Arte Moderna e Contemporanea di Trento e Rovereto, Rovereto, 22 settembre 2012 - 13 gennaio 2013

## Opere
- Irritarte, catalogo della mostra a cura di Lea Vergine presso la Galleria Milano, Galleria Milano, Milano, 1969
- Il corpo come linguaggio. La Body art e storie simili, Prearo editore, Milano, 1974
- Attraverso l'Arte. Pratica politica. Pagare il '68., Arcana, Roma, 1976
- Dall'Informale alla Body Art. Dieci voci dell'Arte Contemporanea: 1960/1970, Cooperativa Editoriale Studio Forma, Torino, 1976
- L'altra metà dell'avanguardia. 1910-1940. Pittrici e scultrici nei movimenti delle avanguardie storiche, catalogo alla mostra a cura di Lea Vergine a Palazzo Reale di Milano, Mazzotta Editore, Milano, 1980
- La vita, la morte, la memoria, in tredicesima Biennale Internazionale del Bronzetto Piccola Scultura, catalogo della mostra al Museo Civico degli Eremitani di Padova, edito dal comune di Padova, 1981
- L'Arte ritrovata. Alla ricerca dell'altra metà dell'avanguardia, Rizzoli, Milano, 1982
- Capri 1905-1940. Frammenti postumi, Feltrinelli, Milano, 1983; La Conchiglia, Capri, 1993; Skira, Milano, 2003.
- Arte programmata e cinetica 1953-1963. L'ultima avanguardia, catalogo alla mostra a cura di Lea Vergine a Palazzo Reale di Milano, Mazzotta Editore, 1983
- L'Arte in gioco, Garzanti, Milano, 1988
- Gli ultimi eccentrici, Rizzoli, Milano, 1990
- L'arte in trincea. Lessico delle tendenze artistiche 1960-1990, Skira, Milano, 1996
- Trash. Quando i rifiuti diventano arte, catalogo della mostra a cura di Lea Vergine al MART di Trento e Rovereto, Electa, Milano, 1997
- Staccioli, catalogo alla mostra a cura di Lea Vergine e Davies Hugh M. al centro per le Arti Visive, Peschiera, Pesaro, Charta, Milano, 1997
- Body art e storie simili. Il corpo come linguaggio, nuova edizione di Il corpo come linguaggio, Skira, Milano, 2000
- Ininterrotti transiti, raccolta di scritti pubblicati su giornali, riviste, cataloghi tra il 1988 e il 2000, Rizzoli, Milano, 2001
- Schegge. Ester Coen intervista Lea Vergine sull'arte e la critica contemporanea, Skira, Milano, 2001
- Annette Messager. Pudique, publique, di Lea Vergine e Robert Storr, a cura di L. Fusi, traduzione di T. Davis, Gli Ori, Pistoia, 2002
- I luoghi dove le cose non cessano di mutare, catalogo della mostra Le stanze dell'arte. Figure e immagini del XX secolo al MART di Trento e Rovereto, Skira, Milano, 2002
- Il bello e le bestie. Metamorfosi, artifici e ibridi dal mito all'immaginario scientifico, catalogo alla mostra a cura di Lea Vergine e Giorgio Verzotti al MART di Trento e Rovereto, Skira, Milano, 2004
- L'altra metà dell'avanguardia 1910-1940. Pittrici e scultrici nei movimenti delle avanguardie storiche, Il Saggiatore, Milano, 2005
- Della disappartenenza, in I luoghi e l'anima, catalogo alla mostra a Palazzo Reale di Milano, Federico Motta editore, Milano, 2005
- Nunzio, ombre, catalogo della mostra a cura di Lea Vergine alla Galleria lo Scudo di Verona, 2005
- Hallenbad Book, Letizia Cariello e Lea Vergine, Charta, Milano, 2006
- D'Ombra, catalogo della mostra al Palazzo delle Papesse di Siena, Silvana Editoriale, Milano, 2006
- Quando i rifiuti diventano arte. Trash rubbish mongo, Skira, Milano, 2006
- Parole sull'arte. 1965-2007, raccolta miscellanea di saggi, presentazioni in cataloghi, recensioni e articoli, Il Saggiatore, Milano, 2008
- La vita, forse l'arte, raccolta di articoli e recensioni, Archinto editore, Milano, 2014
- L'arte non è faccenda di persone perbene. Conversazioni con Chiara Gatti, Rizzoli, Milano, 2016
- Napoli '25/'33, Clean, Napoli, 2018

### Convegni
- Arte: utopia o regressione?, San Marino, 7-9 giugno 1991, atti editi da Mazzotta, 1992
- La scena del rischio. Follia e rassicurazione nelle arti di oggi, atti editi da U. Allemandi 1998